# Ferme-auberge de Sagnes-et-Goudoulet
La ferme-auberge est une ferme située à Sagnes-et-Goudoulet, en France.

## Localisation
La ferme est située sur la commune de Sagnes-et-Goudoulet, dans le département français de l'Ardèche.

## Historique
L'édifice est classé au titre des monuments historiques en 1986.